# N298 (België)
De N298 is een gewestweg in Etterbeek, België aan de westkant van het Jubelpark met de straatnaam Blijde Inkomstlaan. De weg heeft een lengte van ongeveer 500 meter. De weg begint bij de kruising met de N205 en eindigt bij de aansluiting met de N23a.
De weg heeft twee rijstroken in beide rijrichtingen samen.